# Ютіка (Небраска)
Ютіка (англ. Utica) — селище (англ. village) в США, в окрузі Сюорд штату Небраска. Населення — 840 осіб (2020).

## Географія
Ютіка розташована за координатами 40°53′43″ пн. ш. 97°20′43″ зх. д. / 40.89528° пн. ш. 97.34528° зх. д. (40.895279, -97.345349).  За даними Бюро перепису населення США в 2010 році селище мало площу 1,19 км², уся площа — суходіл.

## Демографія
Згідно з переписом 2010 року, у селищі мешкала 861 особа в 336 домогосподарствах у складі 233 родин. Густота населення становила 721 особа/км².  Було 364 помешкання (305/км²).
Расовий склад населення:
| - 98,0 % — білих - 0,9 % — азіатів - 0,2 % — корінних американців - 0,2 % — чорних або афроамериканців |

До двох чи більше рас належало 0,5 %. Частка іспаномовних становила 1,4 % від усіх жителів.
За віковим діапазоном населення розподілялося таким чином: 27,1 % — особи молодші 18 років, 55,0 % — особи у віці 18—64 років, 17,9 % — особи у віці 65 років та старші. Медіана віку мешканця становила 39,7 року. На 100 осіб жіночої статі у селищі припадало 97,9 чоловіків;  на 100 жінок у віці від 18 років та старших — 94,4 чоловіків також старших 18 років.
Середній дохід на одне домашнє господарство  становив 90 962 долари США (медіана — 66 818), а середній дохід на одну сім'ю — 86 147 доларів (медіана — 79 375). Медіана доходів становила 52 589 доларів для чоловіків та 35 625 доларів для жінок. За межею бідності перебувало 8,4 % осіб, у тому числі 13,4 % дітей у віці до 18 років та 9,2 % осіб у віці 65 років та старших.
Цивільне працевлаштоване населення становило 413 особи. Основні галузі зайнятості: освіта, охорона здоров'я та соціальна допомога — 27,8 %, виробництво — 14,0 %, транспорт — 11,9 %.